# メラルソプロール
メラルソプロール(英: melarsoprol)とはヒトのアフリカ睡眠病の治療に使用される薬物の一つ。メラルソプロールは“Mel B”や“Melarsen Oxide-BAL”の商品名でも市販されている。 